# 村上正行のお早よう6時です
村上正行のお早よう6時です（むらかみまさゆきのおはようろくじです）は、かつてニッポン放送の平日朝の時間帯で放送されていたラジオ番組。パーソナリティは当時ニッポン放送のアナウンサー村上正行。放送期間は1期が1971年3月1日から1978年3月31日まで、2期が1980年5月26日から1980年8月29日まで。

## 放送時間
- 毎週月曜日 - 金曜日　6:00 - 7:00

## 出演者
- パーソナリティ:村上正行
- アシスタント:
  - 石渡洋子（1980年5月 - 1980年8月、月曜日・火曜日）
  - 川内敏枝（1980年5月 - 1980年8月、水曜日 - 金曜日）

## 概要
I期については、1973年4月9日より平日5時から7時までの番組枠で『村上正行ショー』が新たにスタートしたため、当番組はその一部（6時台の構成番組）となったが、1976年3月26日の『村上正行ショー』終了後に独立した番組に戻り、引き続き放送が継続された。
1978年3月31日で番組は一旦終了し、後継番組として『コロムビア・トップのお早よう6時です』がスタートしたが、同番組の終了により再び1980年5月26日より村上正行がパーソナリティとなって番組が開始した。

## 内包番組（1期）
※1974年3月以前詳細不明

### 1974年4月 -
- ニュース・洗濯天気予報
- 心の灯
- ハイ楠本憲吉です
- 全国天気予報

### 1974年10月 -
- ニュース・洗濯天気予報
- 心の灯
- ニューモラルツーユー今日もありがとう
- お早よう赤ちゃん
- ゴルフ情報
- 全国天気予報

### 1976年4月 -
- ニュース
- 心の灯
- 天気予報
- ニューモラルツーユー今日もありがとう
- ゴルフ情報
- 釣り情報

### 1976年10月 -
- ニュース
- 村上正行の朝一番
- 心の灯
- 天気予報
- ニューモラルツーユー今日もありがとう
- 釣り情報
- さわやかトピックス

### 1977年4月 -
- ニュース
- 村上正行の朝一番
- 心の灯
- ニューモラルツーユー今日もありがとう
- サンスポ釣り情報
- さわやかトピックス
- あなたの街の時刻の音

### 1977年10月 -
- あなたの街の時刻の音
- ニュース
- 村上正行の朝一番
- 心の灯
- ニューモラルツーユー今日もありがとう
- おしゃれ天気予報
- サンスポ釣り情報
- 私の青春メロディ
- さわやかトピックス

## 内包番組（2期）
- ニュース・天気予報
- サンスポ釣り情報
- 心の灯
- 愉快・壮快・ホントカイ
- 早起き天気予報
- ニューモラルツーユー今日もありがとう
- 今日も元気で!全国ふるさとヒットメロディ